# Kardynałowie z nominacji Grzegorza X
Papież Grzegorz X (1271-1276) mianował pięciu nowych kardynałów na jednym konsystorzu 3 czerwca 1273, w tym dwóch przyszłych papieży.

## Konsystorz 3 czerwca 1273
1. Pedro Julião Reboli, arcybiskup elekt Bragi — kardynał i biskup elekt Tusculum, następnie kardynał biskup Tusculum (1274), papież Jan XXI (15 września 1276), zm. 20 maja 1277
2. Vicedominus de Vicedominis, krewny papieża, arcybiskup Aix — kardynał biskup Palestriny, zm. 6 września 1276
3. Pierre de Tarentaise OP, arcybiskup elekt Lyonu — kardynał biskup Ostia e Velletri, następnie papież Innocenty V (21 stycznia 1276), zm. 22 czerwca 1276
4. Bonawentura OFM, generał zakonu franciszkanów — kardynał biskup Albano, zm. 15 lipca 1274
5. Bertrand de Saint-Martin OSB, arcybiskup Arles — kardynał biskup Sabiny, zm. 28 marca 1278